# Brigitte Roüan
Brigitte Roüan (ur. 28 września 1946 w Tulonie) – francuska aktorka, reżyserka i scenarzystka filmowa.

## Życiorys
W czerwcu 1947 utonął jej ojciec, a w listopadzie 1954 zmarła matka. Po śmierci rodziców została wysłana do wujostwa w Algierii. W 1966 ukończyła Lycée Camille-Sée w Paryżu. W wieku 21 lat zaczęła występować na scenie.
Karierę reżyserską zaczęła od filmu krótkometrażowego Grosse (1985), który przyniósł jej nagrodę Cezara. Jej debiutancka fabuła Outremer (1990) zdobyła nagrodę w sekcji "Międzynarodowy Tydzień Krytyki" na 43. MFF w Cannes. Następny film Roüan, Po seksie (1997), zaprezentowany został w sekcji "Un Certain Regard" na 50. MFF w Cannes. W 1998 Roüan zasiadała w jury konkursu głównego na 48. MFF w Berlinie.
W lipcu 1983 urodziła syna Félixa.